# Stevan Jelovac
Stevan Jelovac (Novi Sad, 8 de julio de 1989-Belgrado, 5 de diciembre de 2021) fue un baloncestista serbio. Con 2,08 metros de estatura jugaba en la posición de pívot.

## Carrera deportiva
Se formó en las categorías inferiores del KK Partizan, pero comenzó su carrera profesional en el KK Mega Vizura, consiguiendo unos promedios de 14,4 puntos y 6,1 rebotes. Esto atrajo la atención del Estrella Roja de Belgrado,  en donde no pudo continuar su progresión y no dispuso de todos los minutos que esperaba en la temporada 2010-11. En la temporada siguiente regresó al KK Mega Vizura, y tras otra buena campaña se marchó al Antalya turco. De ahí se trasladó al Juvecaserta Basket italiano. En la temporada 2013-14 jugó en el Lietuvos Rytas, promediando  en la liga lituana 8,5 puntos y 3,1 rebotes y en la VTB League 8,4 puntos y 3,9 rebotes
El 4 de julio de 2014 fichó por el CAI Zaragoza por dos temporadas aunque añadirá una tercera hasta junio de 2017.

## Fallecimiento
El 14 de noviembre de 2021, durante un entrenamiento con el AEK de Atenas, sufrió un derrame cerebral por el que fue hospitalizado, dando como resultado su fallecimiento tres semanas después, el 5 de diciembre en Belgrado.